# Dia Mundial del Pa
El Dia Mundial del Pa és un dia internacional celebrat cada 16 d'octubre per a promoure la cultura del pa, donar a conèixer el seu valor nutricional i la seva importància en la dieta humana. Va ser establert el 2006 per la Unió Internacional de Forners i Pastissers el mateix dia que el Dia Mundial de l'Alimentació, perquè el pa és l'aliment bàsic per excel·lència a bona part del món: Europa, l'Orient Mitjà, el subcontinent indi, el Àfrica del Nord i parts d'Amèrica.
El Dia Mundial del Pa es va establir el setzè dia del mes octubre per a commemorar la fundació de l'Organització de les Nacions Unides per a l'Alimentació i l'Agricultura (ONUAA) el 1945. El lema de l'ONUAA, Fiat panis («faci's el pa»), resumeix bé la importància que ha tingut aquest aliment per a nodrir l'espècie humana al llarg de la història.